# Soeiro Nunes Velho
Soeiro Nunes Velho (n. antes de 1092),  rico-homem do Reino de Portugal, viveu durante o reinado do rei D. Afonso I de Portugal. Foi filho de Nuno Soares Velho e de Ausenda Todereis,  filha de Teodoredo Fromarigues e de Farégia. Foi patrono do Mosteiro de Santo Tirso onde aparece em junho de 1092 com a seu mãe e sua irmã Pala.[a] Também foi patrono do Mosteiro de São Bento da Várzea, que pertence à Ordem dos Monges Beneditinos, localizado na freguesia de São Bento da Várzea, concelho de Barcelos.

## Matrimónio e descendência
Casou com Aldonça Nunes ou com Teresa Anes de Penela, de quem teve:
- Nuno Soares Velho, casou duas vezes, a primeira com Môr Pires Perna e a segunda com Gontrode Fernandes de Montor.
- Sancha Soares Velho,[3] a esposa de Paio Vasques de Bravães.
- Gotinha Soares (morta antes de 1126)[3]